# Ford Focus C-Max
Ford Focus C-Max je kompaktni jednovolumen kojeg od 2003. proizvodi Ford, a baziran je na Ford Focusu premda na tržište dolazi nekoliko mjeseci prije Focusa. Kao i svi maleni monovolumeni tako i C-Max praktički sve dijeli s Focusom - motore, mjenjače, platformu.
Prva generacija je dostupna samo u Europi a druga i u SAD-u ali samo u Grand C-Max izvedbi.

## Prva generacija
- C-Max prije facelifta
- C-Max poslije facelifta
- C-Max prije facelifta
- C-Max poslije facelifta

Ford je nakon teških 90-tih napokon stao na noge, došli su novi benzinski i dizelski motori, nove platforme pa tako i nove linije modela. Jedan od tih novih je i C-Max prve generacije koji se nazivao i Ford Focus C-Max. Automobil je dobio dobre ocjene u recenzijama i EuroNCAP testu na kojem je dobio 4 zvjezdice i 31 bod za zaštitu putnika. C-Max je prvi automobil koji je dobio 4 zvjezdice i 38 bodova za zaštitu djece, za zaštitu pješaka dobio je 2 zvjezdice i 14 bodova. 2006. godine napravljen je facelift.

## Druga generacija
Novi C-Max je sagrađen na novoj C-Global Ford platformi odnosno novom Ford Focus-u. Osim klasičnog C-Max-a Ford je predstavio i Grand C-Max model koji ima dvoja klizna vrata i treći red sjedala. Tako Ford u ponudi ima dva manja monovolumena, jedan s 5 a drugi sa 7 sjedala. Poput platforme, motori i mjenjači su iz novog Focusa. Ford će napraviti i električnu i hibridnu verziju C-Max-a.
U SAD-u će u ponudi biti samo Grand C-Max s 1.6 180 ks Ecoboost i 2.5 litrenim atmnosferskim četverocilindrašem snage 160 ks.

### Motori
1,6 Sigma Ti-VCT

Ovaj motor je prenesen iz prve generacije te je prilagođen EU5 normama. Razvija 105/125 ks odnosno 150/159 Nm.
1,6 Ecoboost

Ovo je najnoviji motor koji je razvio Ford. Bazira se na gore navedenoj Sigmi 1.6 ali je nadograđen novim ECU-om, direktnim ubrizgavanjem goriva, Borg Warner KP39 low inertia turbo sistemom. Motor je aluminijski i teži 114 kg.
1,6 Duratorq

Ovaj motor je nadograđen iz prve generacije. Za razliku od prijašnjeg ovaj razvija 115 ks i 270 Nm. Razlika je u ventilima, novi motor je također DOHC ali ima 2 ventila po cilindru. Poput ostalih motora i ovaj je prilagođen euro 5 normi. Ostale stvari poput Bosch ECU-a aluminijske konstrukcije, radilice pokretane remenom i lancom su ostale iste kao u prijašnjoj generaciji.
2,0 Duratorq

2.0 je također nadograđen iz prošle generacije. Novine su smanjena kompresija, povećanje snage a u C-Max-u je dostupan samo s 140 ks i 320 Nm.

### Mjenjači
Mjenjači
| Ručni mjenjači                                            | Automatski mjenjači                       |
| --------------------------------------------------------- | ----------------------------------------- |
| Ford IB5 5 stupnjeva (1,6 105/125 benzinci)               | Ford Powershift 6 stupnjeva (2,0 dizelaš) |
| Ford Durashift B6 6 stupnjva (1.6 Ecoboost/ 1.6 Duratorq) |                                           |
| Ford Durashift MMT6 6 stupnjeva (2,0 dizelaš)             |                                           |

Ford Durashift B6 je novi mjenjač optimiziran za 1.6 Ecoboost i Duratorq mjenjače.

### EuroNCAP
Ford C-Max u novom načinu ocjenjivanja sigurnosti je ostvario odlične rezultate. Sveukupno 5 zvjezdica, 92% za putnike, 83% za djecu, 50% za pješake i 71% za safety assist odnosno ESC kao serijska oprema, podsjetnik za vozača i suvozača da stave pojas a kao opcija je dostupan limitator brzine.